# Dylan Moran
Dylan Moran (født 3. november 1971) er en irsk stand-up-komiker, forfatter og skuespiller. Han er mest kendt for at medvirke i den britiske sitcom Black Books, som han skrev sammen med Graham Linehan, og sin medvirken i filmene Shaun of the Dead og Run, Fat Boy, Run.

## Udvalgt filmografi
- Notting Hill (1999) - Rufus
- The Actors (2003) - Tom Quirk
- Shaun of the Dead (2004) - David
- Run, Fat Boy, Run (2007) - Gordon
- A Film with Me in It (2008) - Pierce

### Tv-serier
- How Do You Want Me? (1998-99) - Ian Lyons
- Black Books (2000–04) - Bernard Black